# Pamplie
Pamplie és un municipi francès situat al departament de Deux-Sèvres i a la regió de la Nova Aquitània. L'any 2007 tenia 267 habitants.

## Demografia

### Població
El 2007 la població de fet de Pamplie era de 267 persones. Hi havia 113 famílies de les quals 35 eren unipersonals (27 homes vivint sols i 8 dones vivint soles), 47 parelles sense fills i 31 parelles amb fills.
La població ha evolucionat segons el següent gràfic:
Habitants censats

### Habitatges
El 2007 hi havia 136 habitatges, 117 eren l'habitatge principal de la família, 13 eren segones residències i 6 estaven desocupats. Tots els 135 habitatges eren cases. Dels 117 habitatges principals, 91 estaven ocupats pels seus propietaris, 20 estaven llogats i ocupats pels llogaters i 6 estaven cedits a títol gratuït; 1 tenia una cambra, 3 en tenien dues, 19 en tenien tres, 20 en tenien quatre i 74 en tenien cinc o més. 106 habitatges disposaven pel capbaix d'una plaça de pàrquing. A 56 habitatges hi havia un automòbil i a 55 n'hi havia dos o més.

### Piràmide de població
La piràmide de població per edats i sexe el 2009 era:
| Homes | Edats   | Dones |
| ----- | ------- | ----- |
| 0     | 95 o +  | 0     |
| 0     | 90 a 94 | 4     |
| 0     | 85 a 89 | 12    |
| 4     | 80 a 84 | 0     |
| 16    | 75 a 79 | 8     |
| 0     | 70 a 74 | 12    |
| 4     | 65 a 69 | 4     |
| 12    | 60 a 64 | 16    |
| 4     | 55 a 59 | 4     |
| 0     | 50 a 54 | 4     |
| 16    | 45 a 49 | 12    |
| 12    | 40 a 44 | 12    |
| 4     | 35 a 39 | 8     |
| 16    | 30 a 34 | 16    |
| 8     | 25 a 29 | 0     |
| 0     | 20 a 24 | 4     |
| 8     | 15 a 19 | 16    |
| 8     | 10 a 14 | 4     |
| 8     | 5 a 9   | 8     |
| 0     | 0 a 4   | 8     |

## Economia
El 2007 la població en edat de treballar era de 169 persones, 141 eren actives i 28 eren inactives. De les 141 persones actives 137 estaven ocupades (80 homes i 57 dones) i 4 estaven aturades (2 homes i 2 dones). De les 28 persones inactives 17 estaven jubilades, 6 estaven estudiant i 5 estaven classificades com a «altres inactius».

### Ingressos
El 2009 a Pamplie hi havia 114 unitats fiscals que integraven 270 persones, la mediana anual d'ingressos fiscals per persona era de 16.044 €.

### Activitats econòmiques
Dels 11 establiments que hi havia el 2007, 1 era d'una empresa alimentària, 1 d'una empresa de fabricació d'altres productes industrials, 3 d'empreses de construcció, 2 d'empreses de comerç i reparació d'automòbils, 1 d'una empresa d'informació i comunicació, 2 d'empreses immobiliàries i 1 d'una empresa classificada com a «altres activitats de serveis».
Dels 4 establiments de servei als particulars que hi havia el 2009, 1 era un taller de reparació d'automòbils i de material agrícola, 1 paleta, 1 lampisteria i 1 empresa de construcció.
L'any 2000 a Pamplie hi havia 19 explotacions agrícoles que ocupaven un total de 1.170 hectàrees.

## Poblacions més properes
El següent diagrama mostra les poblacions més properes.